# Šebetov
Šebetov (deutsch Schebetau) ist eine Gemeinde in Tschechien. Sie liegt acht Kilometer nordöstlich von Boskovice und gehört zum Okres Blansko.

## Geographie
Šebetov befindet sich am nordwestlichen Fuße des Drahaner Berglandes in dem als Kleine Hanna bezeichneten nördlichen Teil der Boskowitzer Furche. Das Dorf erstreckt sich in der Talmulde des Baches Šebetovský potok, der westlich des Ortes in den Semíč mündet. Im Nordosten erhebt sich der Rychvald (607 m), südöstlich die Kozina (576 m) und im Süden der Mojetín (607 m). Im Osten erstreckt sich der Naturpark Řehořkovo Kořenecko. Westlich des Dorfes verläuft die Eisenbahnstrecke zwischen Chornice und Boskovice, die Bahnstation Šebetov liegt einen Kilometer außerhalb auf freiem Feld. Zweieinhalb Kilometer westlich befinden sich die Dämme der unvollendeten Reichsautobahn Wien-Breslau.
Nachbarorte sind Světlá und Mořicův Dvůr im Norden, Pohora im Nordosten, Karlov und Horní Štěpánov im Osten, Kapouňata und Kořenec im Südosten, Okrouhlá und Vratíkov im Süden, Knínice u Boskovic im Südwesten, Pamětice im Westen sowie Drválovice, Vanovice und Borotín im Nordwesten.

## Geschichte
Šebetov wurde wahrscheinlich im 11. Jahrhundert gegründet. Die erste urkundliche Erwähnung von Sibotonis villa erfolgte im Jahre 1201 als Besitz des Klosters Hradisko. Im Jahre 1250 bestätigte Wenzel I. dem Kloster den Besitz. Wahrscheinlich bereits im 13. Jahrhundert wurde in Knínice eine Propstei gegründet, zu der auch Šebetov gehörte. König Wladislaw Jagiello verpfändete 1499 die Propstei Knínice mit den Städtchen Knínice und Svitávka sowie den Dörfern Světlá, Cetkovice, Šebetov, Uhřice, Kořenec, Úsobrno und Okrouhlá an seinen Berater Ladislav von Boskowitz. Dieser errichtete in Knínice eine Grundherrschaft und schloss ihr weitere Dörfer an. Später gelangte die Herrschaft an das Kloster Hradisch zurück. Im Laufe des 16. Jahrhunderts wurde Šebetov zum neuen Herrschaftssitz ausgebaut und der Orden ließ dort als Residenz ein großes Schloss errichten. Nach der Aufhebung des Klosters im Zuge der Josephinischen Reformen fielen dessen Güter 1784 dem Religionsfonds zu. 1825 kaufte Karl Graf Strachwitz die Herrschaft Šebetov. Sein Sohn Moritz Graf Strachwitz erbte 1837 den Besitz. Nach ihm ist der Moritzhof benannt.
Nach der Aufhebung der Patrimonialherrschaften bildete Šebetov ab 1850 eine Marktgemeinde in der Bezirkshauptmannschaft Boskovice. Zwischen 1860 und 1865 gehörten die Güter Karl Octavius zur Lippe-Weißenfeld. 1865 wurden die Grafen Strachwitz kurzzeitig wieder Besitzer der Šebetover Güter. Im Zuge der Zwangsvollstreckung ersteigerte im selben Jahre der Wiener Fabrikant Johann May den Besitz, den er 1877 an Moritz von Königswarter verkaufte. Nach dem Zweiten Weltkrieg wurde die Familie Königswarter enteignet. Mit Beginn des Jahres 1961 wurde Šebetov dem Okres Blansko zugeordnet.

## Gemeindegliederung
Für die Gemeinde Šebetov sind keine Ortsteile ausgewiesen. Zu Šebetov gehören die Ansiedlungen Kapouňata (Kapaunat) und Mořicův Dvůr (Moritzhof), die Ortslage Zábraní sowie die Einschicht Karlov (Karlsberg).

## Sehenswürdigkeiten

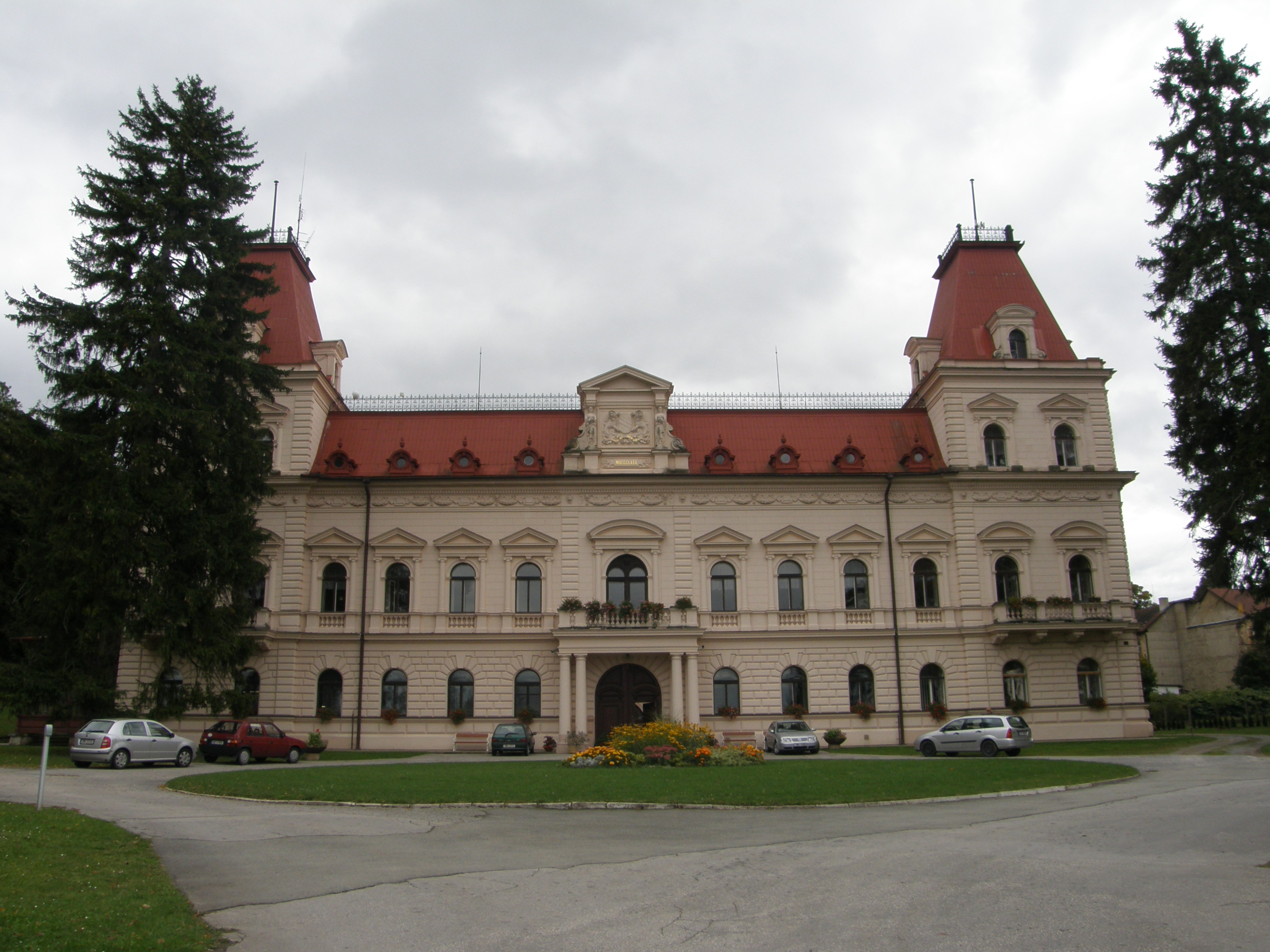
Schloss Šebetov

- Schloss Šebetov, es entstand im 16. Jahrhundert als Residenz des Klosters Hradisch. Der ursprünglich eingeschossige Bau wurde 1614 erweitert und erhielt seine heutige Gestalt beim Umbau von 1878. Das den Ort dominierende zweitürmige Bauwerk war bis 1945 Residenz der Familie von Königswarter. Es dient heute als Sozialfürsorgeeinrichtung für Frauen und ist nicht zugänglich.
- Kapelle der hl. Anna in Kapouňata, sie entstand 1711 an der Stelle des alten Lustschlosses. Moritz von Strachwitz ließ die Kapelle 1842 neogotisch umgestalten.
- Barocke Statuen des hl. Johannes von Nepomuk und der Schmerzhaften Jungfrau Maria, geschaffen 1724, am Dorfplatz
- Reste der 1922 stillgelegten herrschaftlichen Mälzerei
- Naturreservat Horní Bělá, am Fluss Bělá südöstlich des Ortes
- Naturreservat Pod Švacarkou, am Fluss Bělá östlich des Ortes

## Legenden
Legenden berichten, dass Šebetov durch Eufemia, die Ehefrau des Fürsten Otto I., gegründet worden sein soll.

## Söhne und Töchter des Ortes
- Mořic Pícha (1869–1956), Bischof von Königgrätz